# The Fabulous Freebirds
Os The Fabulous Freebirds foram um grupo de luta livre profissional, que se tornou famosa durante os anos 1980 e 1990, conhecida pelas lutas com os Von Erich. A equipa normalmente consistia em 3 lutadores, embora em certas alturas na sua história consistisse em 2 membros, mantinham o seu nome (Freebirds).
São conhecidos também por criarem a regra Freebird, que permite que qualquer combinação duma stable com 3 ou mais membros possam defender os seus títulos de duplas.
Os Freebirds foram introduzidos no WWE Hall of Fame a 2 de abril de 2016.

## Regra Freebird
Durante a carreira dos Freebirds na National Wrestling Alliance (NWA), eles ganharam o seu título de duplas. Enquanto mantiveram o título, os promotores adicionaram um novo elemento para a equipe - a "regra Freebird" - o que permitiu que quaisquer dois dos três membros da equipe pudessem defender o título em qualquer noite.
Esta regra foi reutilizada por uma série de outras empresas quando um grupo com três ou mais lutadores ganham um título de duplas.

## Membros e incarnações
- Membros principais
  - Michael Hayes
  - Terry Gordy
  - Buddy Roberts
  - Jimmy Garvin's

- Membros associados
  - Durante a rivalidade de Buddy Roberts e Terry Gordy contra Michael Hayes:
    - Iceman Parsons
    - The Angel of Death

  - Durante a era de Michael Hayes e Jimmy Garvin:
    - Steve Cox
    - Badstreet
    - Big Daddy Dink[3]
    - Little Richard Marley

  - Posteriormente:
    - Ray Gordy

- Managers
  - David Wolff[4]
  - Diamond Dallas Page[5]
  - Sunshine
  - Precious
  - Big Daddy Dink

## Campeonatos e prêmios
- Georgia Championship Wrestling
  - NWA National Tag Team Championship (3 vezes) — Hayes e Gordy[6]
  - NWA Georgia Tag Team Championship (1vez) — Hayes e Gordy[7]
- Global Wrestling Federation
  - GWF Tag Team Championship (1 vez) — Gordy e Garvin

- NWA Mid-America
  - NWA Mid-America Tag Team Championship (2 vezes) — Hayes e Gordy

- Professional Wrestling Hall of Fame
  - Classe de 2015 — Roberts, Gordy e Hayes[8]

- Pro Wrestling Illustrated
  - Dupla do ano (1981): Michael Hayes e Terry Gordy.[9]
  - PWI classificou Michael Hayes e Terry Gordy em 3º das 100 melhores duplas na PWI Years em 2003.[10]

- Universal Wrestling Federation (Bill Watts) | Mid-South Wrestling
  - Mid-South Tag Team Championship (2 vezes) — Hayes e Gordy (1), Gordy e Roberts (1)
  - UWF Heavyweight Championship (1 vez) — Gordy
  - UWF Television Championship 1 vez) — Roberts

- World Championship Wrestling
  - NWA United States Heavyweight
Championship (1 vez) — Hayes
  - WCW United States Tag Team Championship (2 vezes) — Hayes e Garvin
  - WCW World Six-Man Tag Team Championship (1 vez) — Hayes, Garvin e Badstreet
  - NWA (Mid-Atlantic)/WCW World Tag Team Championship (2 vezes) — Hayes e Garvin

- World Class Championship Wrestling
  - NWA American Heavyweight Championship (1 vez) — Gordy
  - NWA American Tag Team Championship (1 vez) — Hayes e Gordy
  - WCCW Six-Man Tag Team Championship (6 vezes) — Hayes, Gordy e Roberts (5) Gordy, Roberts e Parsons (1)
  - WCCW Television Championship (1 vez) — Roberts
  - NWA Knuckles Championship (Texas version) (1 vez) — Gordy
  - WCWA Texas Heavyweight Championship (1 vez) — Parsons

- Wrestling Observer Newsletter
  - Dupla do ano (1980) — Gordy e Roberts
  - Rivalidade do ano (1983) — Freebirds vs. os Von Erichs
  - Rivalidade do ano (1984) – Freebirds vs. os Von Erichs
  - Luta do ano (1984) — Freebirds vs. os Von Erichs (Kerry, Kevin e Mike), luta Anything Goes, 4 de julho, Fort Worth, Texas
  - Wrestling Observer Newsletter Hall of Fame (Classe de 2005) — Hayes, Gordy e Roberts

- WWE
  - WWE Hall of Fame (Classe de 2016 — Hayes, Roberts, Gordy e Garvin)